# Josep Ensesa i Pujadas
Josep Ensesa i Pujadas (* 12. Oktober 1865 in Sarrià de Ter; † 28. Februar 1940 in Barcelona) war ein katalanischer Industrieller im Bereich der Lebensmittelindustrie.

## Leben und Werk
Josep Ensesa gründete eine Mehlfabrik in Girona. Er erreichte, dass die Eisenbahngesellschaft MZA Maschinenreparaturwerkstätten in Girona einrichtete. Er war Mitglied der Partei „Lliga Catalana“ und Provinzabgeordneter.
Josep Ensesa war an der Erschließung des Gironeser Stadtteils Eixample de la Mercè beteiligt. 1916 begann er zusammen mit dem Architekten Rafael Masó Planungen für die spätere noucentistische Wohn- und Feriensiedlung s'Agaró an der Costa Brava.
Josep Ensesas Sohn Josep Ensesa i Gubert (1892–1981) führte die Entwicklungen der noucentistischen Wohnsiedlung in s'Agaró fort. Er rief dort ein jährliches Musikfestival ins Leben.